# Óscar Opazo
Pour les articles homonymes, voir Opazo.
Óscar Mauricio Opazo Lara (né le 10 octobre 1990 à Concón) est un footballeur international chilien, qui joue au poste de défenseur central avec l'équipe de Colo-Colo.

## Biographie

### En club
Il joue deux matchs en Copa Sudamericana avec l'équipe des Santiago Wanderers.

### En équipe nationale
Il reçoit sa première sélection en équipe du Chili le 11 janvier 2017, en amical contre la Croatie (match nul 1-1).